# Várzea de Trevões
Várzea de Trevões is een plaats (freguesia) in de Portugese gemeente São João da Pesqueira en telt 237 inwoners (2001).